# Луньга
Лу́ньга (рос. Луньга, ерз. Лувне) — село у складі Ардатовського району Мордовії, Росія. Входить до складу Каласевського сільського поселення.

## Населення
Населення — 305 осіб (2010; 376 у 2002).
Національний склад (станом на 2002 рік):
- ерзяни — 94 %